# Bortala He
Bortala He är ett vattendrag i Kina. Det ligger i den autonoma regionen Xinjiang, i den nordvästra delen av landet, omkring 410 kilometer väster om regionhuvudstaden Ürümqi. Bortala He ligger vid sjöarna  Ebi Nuur Ebinur Hu och Aibi Lake.
Genomsnittlig årsnederbörd är 282 millimeter. Den regnigaste månaden är juni, med i genomsnitt 39 mm nederbörd, och den torraste är mars, med 10 mm nederbörd.